# 公園都市

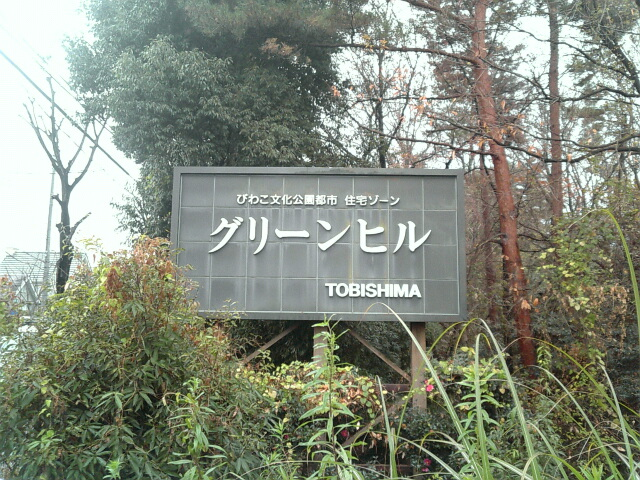
「飛島グリーンヒル」の看板（上部に「びわこ文化公園都市 住宅ゾーン」と記されている）

公園都市（こうえんとし）とは、郊外の項目にあるとおり、社会改良家たちが目指した運動「ガーデン・シティー運動」でガーデンシティの英訳として用いられた用語であったが、現在は実際の都市名に使用されている。
日本のニュータウンの名称ではその他パークタウンが三菱地所によって多く用いられている。
同名称の都市の誕生により大阪高速鉄道国際文化公園都市モノレール線、ウッディタウン中央駅・フラワータウン駅という名の駅をもつ神戸電鉄公園都市線も登場した。

## 主な公園都市
- 国際文化公園都市（彩都）
- 播磨科学公園都市 - 学術都市
- 神戸三田国際公園都市
- ひょうご情報公園都市
- びわこ文化公園都市 - 「びわこ文化公園都市構想」の「芸術、教養の文化クラスター」にあたる公園（都市公園。分類上は総合公園）としてびわこ文化公園があり、同公園都市の住宅ゾーン（ニュータウン）として分譲する飛島グリーンヒル（飛島都市開発[注 1]）が設けられている。
- 淡路島国際公園都市 - 兵庫県立淡路島公園、淡路夢舞台、国営明石海峡公園等が構成する。東浦インターチェンジの標識=（上り線）東浦 淡路島国際公園都市、淡路インターチェンジの標識=（下り線）淡路 淡路島国際公園都市、となっている。
- けいはんな公園都市 - 京阪電気鉄道、京阪電鉄不動産の分譲住宅地[2]。宅地開発は三井不動産、三井不動産レジデンシャル、野村不動産が行った[2]。
- 各務原市 - 多数の大規模な公園緑地があるため「パークシティ＝公園都市」を目指すことを市のまちづくりの政策として掲げている。
- 尾張旭市 - 公園が多いことなどから、「ともにつくる元気あふれる公園都市」をキャッチフレーズとしている。
- アーネム - 州都。ライン川に沿った美しい街で庭園都市、公園都市などとも呼ばれる。
- 秋田市 - 「公園都市秋田市をつくる条例」などを制定している。
- 三鷹市 - 都市の便利さと緑豊かな自然とが調和する「緑と水の公園都市」。
- 島原市 - 水の郷百選では、「火山とともに生きる湧水と歴史の国民公園都市」、遊歩百選では「国民公園都市」として選出をうける。
- イリノイ州ディケーター - 都市内の公園面積が大きく、そのためかつては「アメリカ合衆国の公園都市」と呼ばれていた。
- ひたちなか地区（常陸那珂国際港湾公園都市構想）
- 公園都市諏訪野 - 福島県住宅生活協同組合の分譲住宅地。
- 大阪中島公園都市 - ハピアガーデン四季のまち。阪神電気鉄道の分譲住宅地。